# Краще подзвоніть Солу (5 сезон)
П'ятий сезон американського драматичного телесеріалу «Краще подзвоніть Солу», прем'єра якого відбулася 23 лютого 2020 року в США на каналі AMC. Боб Оденкерк (Джиммі Мак-Ґілл / Сол Ґудман), Джонатан Бенкс, Рей Сігорн, Патрік Фабіан, Майкл Мендо і Джанкарло Еспозіто знову виконують свої ролі з попередніх сезонів, і до них приєднався Тоні Далтон, якого підвищили до основного акторського складу після його появи у четвертому сезоні. Серіал є спінофом «Пуститися берега», і його авторами стали Вінс Ґілліґан і Пітер Ґулд, обидва з яких працювали над «Пуститися берега».
Сезон показує розвиток Джиммі, який повернув свою юридичну ліцензію після річної дискваліфікації, у персонажа Сола Ґудмана, на превеликий жаль Кім (Сігорн). Крім того, присутність Лало Саламанки (Далтон) порушує плани Ґаса Фрінґа (Еспозіто) щодо побудови «суперлабораторії», яка дозволить йому обійти мексиканський кокаїновий картель, продаючи метамфетамін місцевого виробництва.

## В ролях

### Основний склад
- Боб Оденкерк у ролі Джиммі Мак-Ґілла / Сола Ґудмана / Джина Такавіча, адвоката, який отримав свою юридичну ліцензію і тепер офіційно практикує під ім'ям Сол Ґудман.
- Джонатан Бенкс у ролі Майка Ермантраута, силовика та колектора для наркобізнесу Ґаса Фрінґа.
- Рей Сігорн у ролі Кім Векслер, адвоката, яка є подругою та довіреною особою Джиммі.
- Патрік Фабіан у ролі Говарда Гемліна, єдиного керуючого партнера компанії «Гемлін, Гемлін і Мак-Ґілл» після смерті Чака Мак-Ґілла.
- Майкл Мендо в ролі Начо Варґа, агента середньої ланки в наркокартелі Саламанка, який є подвійним агентом Ґаса.
- Тоні Далтон у ролі Лало Саламанки, члена родини Саламанка, який приїжджає, щоб допомогти в управлінні наркобізнесом Гектора.
- Джанкарло Еспозіто в ролі Ґаса Фрінга, дистриб'ютора метамфетаміну, який використовує свою мережу ресторанів швидкого харчування «Los Pollos Hermanos» як прикриття.

### Другорядний склад
- Макс Арсіньєга в ролі Домінґо «Крейзі-8» Моліни, розповсюджувача метамфетаміну, що працює на Начо.
- Джош Фадем у ролі оператора, кіно-студента, який допомагає Джиммі у різних проєктах та махінаціях.
- Гейлі Голмс у ролі актриси, кіно-студентки, яка допомагає Джиммі у різних проєктах та махінаціях.
- Керрі Кондон у ролі Стейсі Ермантраут, овдовілої невістки Майка і матері Кайлі Ермантраут.
- Джеремайя Бітсуї в ролі Віктора, одного з посіпак Ґаса.
- Рей Кемпбелл у ролі Тайруса Кітта, одного з посіпак Ґаса.
- Хуан Карлос Канту в ролі Мануеля Варга, батька Начо, який є власником магазина м'яких меблів.
- Дін Норріс у ролі Генка Шрейдера, агента УБН; повторює роль з «Пуститися берега»[1].
- Стівен Майкл Кесада в ролі Стівена Гомеса, агента УБН; повторює роль з «Пуститися берега»[1].
- Денніс Буцикаріс у ролі Річа Швайкарта, співзасновника юридичної фірми «Schweikart & Coley» та боса Кім.
- Баррі Корбін у ролі Еверетта Екера, єдиний власник власності, що належить Mesa Verde, і яку планують використовувати як кол-центр.
- Рекс Лінн у ролі Кевіна Вочтелла, голови банку Mesa Verde.
- Кара Піфко у ролі Пейдж Новак, старшого радника для Mesa Verde та одного з клієнтів Кім.
- Лавелл Кроуфорд у ролі Г'юелла Бабіно, професійного кишенькового злодія, найнятого Джиммі[2].

### Запрошені зірки
- Роберт Форстер у ролі Еда Галбрейта, майстра з ремонту пилососів, який також займається підпільним бізнесом зі створення нових особистостей; повторює роль з «Пуститися берега» і «Ель каміно»[1].
- Хав'єр Граеда в ролі Хуана Болса, боса мексиканського наркокартеля.
- Пітер Дисет у ролі Білла Оуклі, заступника окружного прокурора.
- Стефан Капічіч у ролі Каспера, члена команди Вернера Циглера з будівництва метамфетамінової «суперлабораторії» Ґаса.
- Бен Бела Бем у ролі Кая, члена команди Вернера Циглера з будівництва метамфетамінової «суперлабораторії» Ґаса.
- Марк Марголіс у ролі Гектора Саламанки, колись жорстокий наркобарон, який після інсульту залишився нездатним ходити і говорити[3].
- Саша Фельдман та Морган Кренц у ролях Стікі та Рона, пари наркоманів та дрібних злочинців, які стають клієнтами Джиммі.
- Дж. Б. Бланк у ролі Баррі Ґудмана, лікаря на зарплаті у Ґаса Фрінга.
- Стівен Огг у ролі Собчака / містера X, злочинця та приватного детектива.
- Ед Біглі-мол. у ролі Кліффорда Мейна, засновника юрфірми «Davis & Main», де Джиммі працював адвокатом у другому сезоні.
- Норберт Вайссер у ролі Пітера Шулера, глави Madrigal Electromotive, материнська компанія Los Pollos Hermanos.
- Лора Фрейзер у ролі Лідії Родарт-Куейл, виконавчого директора Madrigal Electromotive.
- Джо ДеРоса у ролі Кальдери.

## Виробництво

### Розробка
28 липня 2018 року AMC продовжив «Краще подзвоніть Солу» на п'ятий сезон, незадовго до виходу в ефір четвертого сезону.

### Сценарій
Про те, чого очікувати у п'ятому сезоні, співавтор серіалу Пітер Ґулд сказав:
|  | Схоже, що першим кроком Джиммі буде спроба використати всі контакти, які в нього є, у світі продажу мобільних телефонів. Але не забувайте, він також знає ветеринара [Кальдеру] ... і ветеринар є чимось на кшталт Крейгсліст для злочинного світу в Альбукерці. Тож він може досить далеко забратися. Питання в тому, як він створює собі репутацію не просто адвокатом з криміналу, а й кримінальним адвокатом? І що це означає для нього в даний момент? Тому що ситуації можуть вимагати від нього робити речі і закривати очі на те, що Джиммі Мак-Ґілл не зміг би витримати |

### Кастинг
Члени основного акторського складу Боб Оденкерк, Джонатан Бенкс, Рей Сігорн Патрік Фабіан, Майкл Мендо і Джанкарло Еспозіто знову виконують ролі Сола Ґудмана / Джиммі Мак-Ґілла, Майка Ермантраута, Кім Уекслер, Говарда Гемліна та Ґаса Фрінга з попередніх сезонів. Тоні Далтон, який з'явився в останніх трьох епізодах четвертого сезону в ролі Лало Саламанки, був підвищений до основного акторського складу в п'ятому сезоні. У січні 2020 року було підтверджено, що актори з "Пуститися берега " Дін Норріс і Стівен Майкл Кесада знову виконають свої ролі Генка Шрейдера і Стіва Гомеса, так само як і Роберт Форстер, який посмертно з'явиться в ролі персонажа Еда Галбрейта. Перший епізод сезону присвячений Форстеру.

### Зйомки
Зйомки п'ятого сезону розпочалися 10 квітня 2019 року в Альбукерці, Нью-Мексико, і завершилися у вересні 2019 року.

## Епізоди
| № загальний | № в сезоні | Назва                                       | Режисер          | Автор сценарію            | Дата прем'єри   | Глядачі в США (млн) |
| --- | ---------- | ------------------------------------------- | ---------------- | ------------------------- | --------------- | ------------------- |
| 41 | 1          | «Чарівник» «Magic Man»                      | Бронуэн Хьюз     | Пітер Ґулд                | 23 лютого 2020  | 1,60                |
| У поточний час занепокоєний Джин намагається з'ясувати, чи переслідує його поліція. Після повернення на роботу до булочної таксист з Альбукерке, який раніше віз Джина з лікарні, знаходить його під час обідньої перерви і змушує вимовити ім'я "Сол". Джин зв'язується зі спеціалістом з "зникнення" Едом, але в останній момент передумує. У 2004 році Джиммі говорить Кім, що псевдонім Сол Ґудман, який є частиною його мобільного бізнесу, надає йому миттєву клієнтську базу у кримінальному праві. Начо розповідає чутки про те, що кокаїн, який Саламанка отримує через Ґуставо, гірший, що підтверджує Лало. Фрінґ бреше Лало і Хуану Болсі, що Вернер працював на нього, щоб побудувати охолоджувач на курячій фермі під наглядом Майка, але втік з украденим кокаїном, який Густаво замінив на місцевий метамфетамін. Лало приймає легенду Фрінґа, але залишається підозрілим. Сол роздає залишені у нього мобільні телефони, щоб оголосити про свою нову юридичну практику. Ґуставо закриває будівництво лабораторії через підозри Лало, і Майк відправляє команду Вернера додому. Майк відмовляється приймати оплату під час простою через незадоволення відсутністю співчуття у Фрінґа до Вернера. Знімальна група Сола допомагає створити рекламу для його нової практики, симулюючи конфронтацію з заступником окружного прокурора Оуклі. Клієнт Кім неохоче приймає вигідну угоду щодо визнання вини. Сол пропонує допомогти обманути клієнта і змусити його погодитися. Вона відмовляється, але потім сама проводить аферу. |            |                                             |                  |                           |                 |                     |
| 42 | 2          | «Знижка 50 %» «50% Off»                     | Норберто Барба   | Елісон Татлок             | 24 лютого 2020  | 1,06                |
| Лало дізнається від Гектора, що Ґуставо перебуває під захистом картелю доти, доки він продовжує приносити гроші на наркотики. Ґуставо змушує Начо знайти спосіб завоювати довіру Лало. Після того, як Домінґо "Крейзі-8" Моліну заарештовано під час спроби полагодити один із наркопритонів Саламанки, Начо кидається в будинок, щоб забрати запаси наркотиків, перш ніж поліцейські захоплять будинок, чим вражає Лало. Стейсі телефонує Майку, щоб він доглянув за Кайлі, але коли онука запитує про свого батька, він кричить на неї, і вона тікає до своєї кімнати. Кім благає Джиммі більше не втручатися у справи її клієнтів, оскільки вони розглядають можливість купівлі будинку. Джиммі працює, щоб отримати високу пропускну здатність угод про визнання провини для своїх клієнтів у будівлі суду з прокурорами штату. Коли Джиммі залишає будівлю суду після продуктивного дня, його змушують сісти в машину Начо. |            |                                             |                  |                           |                 |                     |
| 43 | 3          | «Той, хто потрібен» «The Guy For This»      | Майкл Морріс     | Енн Черкіс                | 2 березня 2020  | 1,18                |
| Начо доставляє Джиммі до Лало, який хоче, щоб Домінґо був звільнений з в'язниці. Джиммі в ролі Сола вдається до хитрощів, залучаючи агентів Управління по боротьбі з наркотиками Генка Шредера і Стівена Гомеса. Хоча вони підозрюють обман, Сол вживає заходів, щоб Домінґо вийшов на свободу в обмін на те, що він стане конфіденційним інформатором Генка і розкриє місцезнаходження схованок Ґаса. Джиммі з'ясовує, що Лало планує залучати його більше в майбутньому. Начо намагається змусити когось купити магазин його батька, щоб батько міг безпечно піти на пенсію далеко від світу наркотиків, але його батько розпізнає махінацію. Начо розкриває план Лало щодо Домінґо Фрінґу, і Ґас вирішує не втручатися, тому що втручання розкриє, що в нього є кріт в організації Саламанки. Майк продовжує переживати через смерть Вернера. Кім відстороняють від роботи у кримінальних справах на безоплатній основі, щоб вона розібралася з упертим домовласником, який відмовляється покинути свою землю, щоб звільнити місце для колл-центру "Меса Верде". Спочатку Кім вимагає підкоритися рішенню суду, але пізніше повертається зі щирою пропозицією допомогти йому переїхати, але домовласник звинувачує її в облуді та відмовляється. |            |                                             |                  |                           |                 |                     |
| 44 | 4          | «Намасте» «Namaste»                         | Гордон Сміт      | Гордон Сміт               | 9 березня 2020  | 1,22                |
| Джиммі зустрічається з Говардом за обідом, під час якого Говард пропонує Джиммі посаду в HHM. Джиммі засмучений цією пропозицією і пізніше за допомогою трьох куль для боулінгу пошкоджує дорогу машину Говарда. Кім намагається переконати "Меса Верде" використати альтернативний план розвитку і залишити будинок містера Акера, але Кевін наполягає на його виселенні. Кім вирішує залучити Джиммі в ролі Сола, який представляє Акера в позові проти банку. Ґас працює з Віктором і Дієго, щоб гарантувати, що Управління з боротьби з наркотиками знайде три схованки, про які Домінґо розповів їм після свого арешту. Стейсі каже Майку, що їй поки незручно, що він няньчиться з Кейлі. Тієї ночі Майка б'є місцева банда, з якою він раніше з'ясовував стосунки, і він прокидається в невідомому пуебло. |            |                                             |                  |                           |                 |                     |
| 45 | 5          | «Присвячується Максу» «Dedicado a Max»      | Джим Мак-Кей     | Гезер Меріон              | 16 березня 2020 | 1,45                |
| Майк прокидається на ранчо в Мексиці, яке пов'язане з Ґасом, зокрема фонтан, присвячений Максу. Доктор Баррі Ґудман лікує Майка і рекомендує йому залишитися і долікуватися. Пізніше прибуває Ґас і просить допомоги Майка у війні Ґаса проти Саламанок. Майк відмовляється вбивати просто для досягнення цілей Ґаса, але Гас каже, що звертається до Майка, тому що Майк розуміє потребу Ґаса в помсті. Джиммі в ролі Сола створює затримки у виселенні Акера "Меса Верде". Кім намагається взяти самовідвід, заявляючи про конфлікт інтересів, але Кевін наполягає на тому, щоб вона залишилася, і відмовляється від будь-яких компромісів. Говард просить Джиммі прийняти його пропозицію приєднатися до HHM, і Джиммі стверджує, що все ще думає про це. Джиммі припускає, що у справі Акера не залишилося іншого вибору, окрім як знайти "бруд" на Кевіна, і намагається переконати Кім полишити справу, але вона вирішує продовжити. Джиммі наймає Собчака, але той вважає, що обшук будинку Кевіна не виявив нічого підозрілого, але усмішка Кім, коли вона переглядає фотографії Собчака, вказує на те, що вона помічає щось корисне. Річ Швейкарт пропонує Кім відмовитися від бізнесу "Меса Верде", правильно роблячи висновок, що її призначення не в цьому, але вона сердито відмовляється. |            |                                             |                  |                           |                 |                     |
| 46 | 6          | «Векслер проти Ґудмана» «Wexler v. Goodman» | Майкл Морріс     | Томас Шнауц               | 23 березня 2020 | 1,40                |
| Кім каже Джиммі, що не хоче шантажувати Кевіна і хоче досягти угоди між "Меса Верде" та Евереттом Акером. Джиммі погоджується, але на зборах з остаточного врегулювання приголомшує всіх, вимагаючи 4 мільйони доларів. Кім вважає, що логотип "Меса Верде" був натхненний фотографією, на використання якої банк так і не отримав дозволу. Джиммі тисне на Кевіна, погрожуючи судовою забороною на відображення логотипу і погрожуючи запустити телевізійну рекламу з пошуком позивачів для колективних позовів проти банку, що негативно вплине на образ батька Кевіна. Кевін наодинці зустрічається з Джиммі та погоджується заплатити Акеру і фотографу. Кім з'ясовує стосунки з Джиммі, засмучена тим, що він виставив її "лохом" для своєї афери. Вона пропонує Джиммі одружитися. Ґас, Віктор і Майк зустрічаються з Начо, який повідомляє поліції про план Лало розкрити місцезнаходження вуличних торговців Ґаса. Ґас наказує Віктору відмовитися від низькорівневих співробітників, переконавшись, що ніщо не приведе назад до Ґаса. Майк таємно вказує поліції на причетність Лало до вбивства клерка Фреда, і докази вказують на Лало. |            |                                             |                  |                           |                 |                     |
| 47 | 7          | «Джей Ем Ем» «JMM»                          | Меліса Бернштейн | Елісон Татлок             | 30 березня 2020 | 1,30                |
| Джиммі та Кім одружуються, застосовуючи подружні привілеї до своїх розмов. Лало звинувачують у вбивстві, він каже Солу внести заставу. Кім і Річ вибачаються за результат справи Акера. Кевін каже, що повідомить їм пізніше, чи залишить він їх. Кім і Річ повертаються, і Кім нагадує Кевіну, що він проігнорував їхню пораду. Кім каже, що незалежно від того, залишить він їх чи найме нового адвоката, вона сподівається, що Кевін буде готовий слухати, і той висловлює своє схвалення. Майк каже Стейсі, що розв'язав проблему, яка викликала його нещодавній гнів. Начо каже Майку, що Лало хоче, щоб Начо спалив один із ресторанів Ґаса. Ґас та інші власники дочірніх компаній повідомляють оновлену інформацію Пітеру, генеральному директору "Мадригал". Ґас інформує Пітера та Лідію про стан метамфетамінової лабораторії. Начо і Ґас знищують "Los Pollos Hermanos", щоб зберегти за Начо роль крота Гаса. Сол використовує інформацію Майка, щоб звинуватити поліцію у фабрикації доказів проти Лало. Заставу встановлено в розмірі 7 мільйонів доларів, які, за словами Лало, він може заплатити. Говард з'ясовує стосунки з Джиммі і скасовує його пропозицію про роботу. Джиммі звинувачує Говарда в смерті Чака і каже, що як Сол він став занадто великим для обмежень HHM. |            |                                             |                  |                           |                 |                     |
| 48 | 8          | «Кур'єр» «Bagman»                           | Вінс Ґілліґан    | Гордон Сміт               | 6 квітня 2020   | 1,42                |
| Після деякого вагання Джиммі погоджується привезти 7 мільйонів доларів для внесення застави за Лало Саламанку, призначивши ціну за свої послуги в 100 тис. доларів. Тепер уже дружина Джиммі Кім Векслер не в захваті від такого задуму, але Джиммі запевняє її, що все пройде благополучно. У пустелі недалеко від мексиканського кордону Джиммі отримує від братів Марко і Ліонеля Саламанка дві великі сумки з готівкою, але на зворотному шляху його змушує зупинитися банда грабіжників. Від неминучої загибелі Джиммі рятує озброєний снайперською гвинтівкою Майк Ермантраут, який негласно слідував за ним. З грошима вони продовжують шлях разом на машині Джиммі, оскільки радіатор у пікапі Майка виявився простреленим. Незабаром виявляється, що генератор у машині Джиммі пробитий кулею і їхати далі вона не може. Зіштовхнувши її в яр, далі пустелею супутники рухаються пішки, долаючи спрагу і знемогу, намагаючись спіймати мобільну мережу, і добиваючи одного з грабіжників, що зумів вижити в перестрілці та нишпорив у їхніх пошуках. Не дочекавшись Джиммі до ранку наступного дня, Кім Векселер під виглядом адвоката Лало Саламанки зустрічається з ним у слідчому ізоляторі, намагаючись вивідати в нього можливе місцезнаходження Джиммі, але не отримує від нього жодної допомоги. |            |                                             |                  |                           |                 |                     |
| 49 | 9          | «Шлях поганого вибору» «Bad Choice Road»    | Томас Шнауц      | Томас Шнауц               | 13 квітня 2020  | 1,51                |
| Джиммі ловить сигнал у пустелі і дзвонить Кім, щоб повідомити, що з ним все в порядку. Після того, як вони дісталися до цивілізації, Джиммі та Майк чекають на помічників Ґаса Фрінґа - Віктора і Тайруса, які відвозять їх до Альбукерке. По дорозі вони вигадують легенду, щоб пояснити тривалу відсутність Джиммі. У Альбукерке Джиммі здає привезені гроші в бюро прийому застави, привертаючи увагу присутніх юристів. Лало Саламанка виходить на волю, і Джиммі пояснює йому свою тривалу відсутність поломкою машини при поверненні. Вдома Джиммі приховує від Кім свою пригоду, але в сумці з гонораром вона виявляє простріляний склянку, яку Джиммі взяв із машини. Майк повідомляє Ґасу Фрінґу про інцидент, і він з'ясовує, що нападники були послані Хуаном Болсою. Фрінґ не згоджується дозволити Начо Варґа вийти з справи. Джиммі страждає посттравматичним синдромом і програє справу клієнта в суді. Кім звільняється з юридичної фірми "Швайкарт і Коклі" і передає справи банку "Mesa Verde", щоб присвятити всі свої зусилля громадському захисту, що Джиммі рішуче не схвалює. Лало Саламанка має намір уникнути розшуку, і Начо Варґа вивозить його до мексиканського кордону. У пустелі Лало знаходить машину Джиммі з кульовими отворами і повертається з Начо назад до Альбукерке, де приходить до Джиммі і просить його розповісти, що насправді з ним сталось. Пригнічений Джиммі раз за разом повинен повторювати придуману легенду. Тим часом Майк в будинку навпроти тримає Лало на мішені снайперської гвинтівки і слухає їх розмову через залишений включеним мобільний телефон Джиммі. Присутня під час розмови Кім, не витримавши настійливості Лало, вступається за Джиммі і обурюється на Лало емоційною тирадою. Вислухавши Кім, Лало покидає дім і велить Начо везти його до Мексики.                                        |            |                                             |                  |                           |                 |                     |
| 50 | 10         | «Дещо непробачне» «Something Unforgivable»  | Пітер Ґулд       | Пітер Ґулд и Аріель Левін | 20 квітня 2020  | 1,59                |
| Після від'їзду Лало Саламанки Майк, який почув усю розмову, дзвонить Джиммі по телефону і говорить, що Кім його врятувала. Джиммі розповідає Кім правду про свою поїздку за грошима і в цілях безпеки вони швидко переїжджають до готелю. На наступний день на руїнах ресторану "Los Pollos Hermanos" Майк повідомляє Ґасу Фрінґу про маршрут Лало Саламанки, і вони обговорюють план його ліквідації та визволення Начо Варґи. Після того, як Кім пішла на роботу в суд, хвилюючись за свою безпеку, Джиммі їде до Майка і вимагає пояснити, що відбувається і чому йому довелося брехати Лало Саламанці. Майк згоден лише сказати, що через добу Джиммі не матиме чого турбуватися. Підбадьорені цією новиною, Джиммі та Кім планують повернутися з готелю до свого дому. Лало з Начо приїжджає до своєї оселі в Чіуауа, де він готує його до зустрічі з доном Еладіо. Вийшовши в туалет, Начо помічає пропущений дзвінок, і, перетелефонувавши, отримує інструкції щодо подальших дій, після чого зв'язок обривається. Лало представляє Начо дону Еладіо, і той, поспілкувавшись з ним наодинці, схвалює його кандидатуру на роль представника картелю в США. Вночі Начо Варґа вдома складає пристрій для відкриття воріт оселі Лало, через які мають проникнути вбивці. Проте, вийшовши в подвір'я, він натрапляє на Лало, який відпочиває, і змушений приєднатися до нього. Під виглядом того, що він принесе алкоголь, Начо заходить в будинок, створює димку і повертається до Лало, а потім, скориставшись відсутністю Лало, який пішов в будинок, відкриває ворота, впускає вбивць і сам втікає. Лало вдається перехитрити вбивць; скориставшись тунелем, він залишає оселю і відстрілює їх, коли вони, переслідуючи його, спускаються в тунель. Один із вбивць, який залишився живим, змушує його зателефонувати замовнику і повідомити про успіх замаху. |            |                                             |                  |                           |                 |                     |

## Зовнішні посилання
- Офіційний сайт
- Список епізодів Краще подзвоніть Солу (5 сезон)  на сайті Internet Movie Database (англ.)